# Il Giallo Mondadori dal 101 al 200
|  | I 100 precedenti: Il Giallo Mondadori dall'1 al 100 |

## Dal N.101 al N.200
| N.  | Titolo italiano                      | Pubblicazione     | Titolo originale                 | Autore                     |
| --- | ------------------------------------ | ----------------- | -------------------------------- | -------------------------- |
| 101 | Lasciate fare a Michael              | 4 novembre 1950   | Blood On Biscayne Bay            | Brett Halliday             |
| 102 | Il tunnel                            | 18 novembre 1950  | The Dark Tunnel                  | Kenneth Millar             |
| 103 | L'angelo nero                        | 2 dicembre 1950   | The Black Angel                  | Cornell Woolrich           |
| 104 | Occhio di lince                      | 16 dicembre 1950  | The Black Gloves                 | Constance e Gwenith Little |
| 105 | È un problema                        | 30 dicembre 1950  | Crooked House                    | Agatha Christie            |
| 106 | Tre cerchi rossi                     | 13 gennaio 1951   | Light From A Lantern             | Jonathan Stagge            |
| 107 | È morto un ammiraglio                | 27 gennaio 1951   | Sorry You've Been Troubled       | Peter Cheyney              |
| 108 | Selby è in pericolo                  | 10 febbraio 1951  | The D.A. Draws A Circle          | Erle Stanley Gardner       |
| 109 | Un delitto avrà luogo                | 24 febbraio 1951  | A Murder Is Announced            | Agatha Christie            |
| 110 | La tragedia di Y                     | 10 marzo 1951     | The Tragedy of Y                 | Ellery Queen               |
| 111 | Contro la legge                      | 17 marzo 1951     | Eight Faces At Three             | Craig Rice                 |
| 112 | Le rose volanti                      | 24 marzo 1951     | Puzzle For Puppets               | Patrick Quentin            |
| 113 | Partita vinta                        | 31 marzo 1951     | The Pinball Murders              | Thomas B. Black            |
| 114 | Danza tragica                        | 7 aprile 1951     | Dark Wanton                      | Peter Cheyney              |
| 115 | Quattro portalettere                 | 14 aprile 1951    | The Fourth Postman               | Craig Rice                 |
| 116 | Gioco d'azzardo                      | 21 aprile 1951    | Spill The Jackpot                | A. A. Fair                 |
| 117 | Poirot non sbaglia                   | 28 aprile 1951    | One, Two, Buckle My Shoe...      | Agatha Christie            |
| 118 | Il Nemico è tra noi                  | 5 maggio 1951     | The Dark Street                  | Peter Cheyney              |
| 119 | Dietro il sipario                    | 12 maggio 1951    | The Bleeding Scissors            | Bruno Fischer              |
| 120 | Justus, Malone & C.                  | 19 maggio 1951    | The Corpse Steps Out             | Craig Rice                 |
| 121 | Fino alla morte                      | 21 maggio 1951    | Till Death Do Us Part            | John Dickson Carr          |
| 122 | Curve pericolose                     | 2 giugno 1951     | Dangerous Curves                 | Peter Cheyney              |
| 123 | Scritto tra gli astri                | 9 giugno 1951     | The Stars Spell Death            | Jonathan Stagge            |
| 124 | Asso di fiori                        | 16 giugno 1951    | Stone Cold Dead                  | Richard Ellington          |
| 125 | Il tesoro di giovedì                 | 23 giugno 1951    | The Thursday Turkey Murders      | Craig Rice                 |
| 126 | A Nuova Orleans non si dorme         | 30 giugno 1951    | Owls Don't Blink                 | A. A. Fair                 |
| 127 | Perry Mason e l'anatroccolo          | 7 luglio 1951     | The Case of The Drowning Duck    | Erle Stanley Gardner       |
| 128 | Se ci sei batti un colpo             | 14 luglio 1951    | Turn of The Table                | Jonathan Stagge            |
| 129 | Vicolo cieco                         | 21 luglio 1951    | Loaded Dice                      | Piers Marlowe              |
| 130 | Alla deriva                          | 28 luglio 1951    | Taken At The Flood               | Agatha Christie            |
| 131 | O tutto o niente!                    | 4 agosto 1951     | Double Or Quits                  | A. A. Fair                 |
| 132 | La testa di creta                    | 11 agosto 1951    | Head of A Traveller              | Nicholas Blake             |
| 133 | Il paese del maleficio               | 18 agosto 1951    | Calamity Town                    | Ellery Queen               |
| 134 | Intermezzo in nero                   | 25 agosto 1951    | Dark Interlude                   | Peter Cheyney              |
| 135 | Allarme a bordo                      | 1º settembre 1951 | The Queen And The Corpse         | Max Murray                 |
| 136 | Semaforo giallo                      | 8 settembre 1951  | Bats Fly At Dusk                 | A. A. Fair                 |
| 137 | Il mondo è in pericolo               | 15 settembre 1951 | They Came To Baghdad             | Agatha Christie            |
| 138 | Ossessione                           | 22 settembre 1951 | The Day He Died                  | Lewis Padgett              |
| 139 | Fiesta di morte                      | 29 settembre 1951 | Puzzle For Pilgrims              | Patrick Quentin            |
| 140 | La morte ha i tacchi alti            | 6 ottobre 1951    | Death In High Heels              | Christianna Brand          |
| 141 | Le tre paure                         | 13 ottobre 1951   | The Three Fears                  | Jonathan Stagge            |
| 142 | Il terrore che mormora               | 20 ottobre 1951   | He Who Whispers                  | John Dickson Carr          |
| 143 | All'ultimo sangue                    | 27 ottobre 1951   | Waterfront                       | Ferguson Findley           |
| 144 | Perry Mason e il micio sbadato       | 3 novembre 1951   | The Case of The Careless Kitten  | Erle Stanley Gardner       |
| 145 | Che tipo, quel Caution!              | 10 novembre 1951  | Poison Ivy                       | Peter Cheyney              |
| 146 | Delitto alla moda                    | 17 novembre 1951  | Murder A La Mode                 | E. Kelly Sellars           |
| 147 | La donna ombra                       | 24 novembre 1951  | The Lucky Stiff                  | Craig Rice                 |
| 148 | Abbiamo trasmesso                    | 1º dicembre 1951  | And Be A Villain                 | Rex Stout                  |
| 149 | Nessun indizio                       | 8 dicembre 1951   | A.T.S. Mystery                   | Gilbert Coverack           |
| 150 | Affare fatto                         | 15 dicembre 1951  | Your Deal, My Lovely             | Peter Cheyney              |
| 151 | Inganno per quattro                  | 22 dicembre 1951  | Do Evil In Return                | Margaret Millar            |
| 152 | Poirot e la salma                    | 29 dicembre 1951  | The Hollow                       | Agatha Christie            |
| 153 | I sei indiziati                      | 5 gennaio 1952    | More Deaths Than One             | Bruno Fischer              |
| 154 | La morte nel villaggio               | 12 gennaio 1952   | The Long Divorce                 | Edmund Crispin             |
| 155 | Una Gardenia per il boia             | 19 gennaio 1952   | Death Wears A White Gardenia     | Zelda Popkin               |
| 156 | Troppe lettere per Grace             | 26 gennaio 1952   | Death And The Maiden             | Q. Patrick                 |
| 157 | La tragedia di Z                     | 2 febbraio 1952   | The Tragedy of Z                 | Ellery Queen               |
| 158 | Un delitto ad ogni costo             | 9 febbraio 1952   | She Shall Have Murder            | Delano Ames                |
| 159 | Lemmy Caution e il drago blu         | 16 febbraio 1952  | Can Ladies Kill?                 | Peter Cheyney              |
| 160 | Un milione di dollari                | 23 febbraio 1952  | Murder On The Left Bank          | Elliot Paul                |
| 161 | Perry Mason e il messaggio cifrato   | 1º marzo 1952     | The Case of The Empty Tin        | Erle Stanley Gardner       |
| 162 | Gli eredi non ringraziano            | 8 marzo 1952      | Bury Me Not                      | William Francis            |
| 163 | Cala la tela                         | 15 marzo 1952     | Drury Lane's Last Case           | Ellery Queen               |
| 164 | Sangue sulle stelle                  | 22 marzo 1952     | Blood On The Stars               | Brett Halliday             |
| 165 | Signori della corte...               | 29 marzo 1952     | A Case To Answer                 | Edgar Lustgarten           |
| 166 | Perry Mason e la testimone Guercia   | 5 aprile 1952     | The Case of The One-eyed Witness | Erle Stanley Gardner       |
| 167 | L'ombrellone                         | 12 aprile 1952    | The Pink Umbrella                | Rosa Frances Crane         |
| 168 | Quattro giorni di guai               | 19 aprile 1952    | Guilty Bystander                 | Wade Miller                |
| 169 | Intendiamoci bene...                 | 26 aprile 1952    | Don't Get Me Wrong               | Peter Cheyney              |
| 170 | Nient'altro che la verità            | 3 maggio 1952     | The Second Confession            | Rex Stout                  |
| 171 | La sorte sbagliò tre volte           | 10 maggio 1952    | Puzzle For Wantons               | Patrick Quentin            |
| 172 | Sfida alla morte                     | 17 maggio 1952    | Defi A La Mort                   | Igor Maslowski             |
| 173 | Bravo Callaghan!                     | 24 maggio 1952    | The Urgent Hangman               | Peter Cheyney              |
| 174 | La notte si addice a Marianne        | 31 maggio 1952    | Dark Dream                       | Robert Martin              |
| 175 | Destare i morti                      | 7 giugno 1952     | To Wake The Dead                 | John Dickson Carr          |
| 176 | Perry Mason e l'ereditiera solitaria | 14 giugno 1952    | The Case of The Lonely Heiress   | Erle Stanley Gardner       |
| 177 | Allarme al quinto piano              | 21 giugno 1952    | Upstairs, Downstairs             | Carol Carnac               |
| 178 | Nelle migliori famiglie              | 28 giugno 1952    | In The Best Families             | Rex Stout                  |
| 179 | Morte in quadricromia                | 5 luglio 1952     | Death In Four Colors             | Brandon Bird               |
| 180 | Passo fatale                         | 12 luglio 1952    | Fatal Step                       | Wade Miller                |
| 181 | Omertà                               | 19 luglio 1952    | The People Against O'hara        | Eleazar Lipsky             |
| 182 | Undici calze di seta                 | 26 luglio 1952    | The Big Midget Murders           | Craig Rice                 |
| 183 | La vittima è in incognito            | 2 agosto 1952     | Stranglehold                     | Mary Mcmullen              |
| 184 | La buona morte                       | 9 agosto 1952     | Murder By Prescription           | Jonathan Stagge            |
| 185 | Pericolo verde                       | 16 agosto 1952    | Fashioned For Murder             | George Harmon Coxe         |
| 186 | Testa o croce                        | 23 agosto 1952    | Odds On The Hot Seat             | Judson Philips             |
| 187 | Verso l'ora zero                     | 30 agosto 1952    | Towards Zero                     | Agatha Christie            |
| 188 | Tutto quadra                         | 6 settembre 1952  | Keep Murder Quiet                | Selwyn Jepson              |
| 189 | La morte alla finestra               | 13 settembre 1952 | The End Is Known                 | Geoffrey Holiday Hall      |
| 190 | Giungla umana                        | 20 settembre 1952 | Dark Passage                     | David Goodis               |
| 191 | Qualcuno mi ucciderà                 | 27 settembre 1952 | Final Copy                       | Jay Barbette               |
| 192 | A colpi di coltello                  | 4 ottobre 1952    | The Sunday Pigeon Murders        | Craig Rice                 |
| 193 | Il terrore viene per posta           | 11 ottobre 1952   | The Moving Finger                | Agatha Christie            |
| 194 | Colpo grosso                         | 18 ottobre 1952   | Uneasy Street                    | Wade Miller                |
| 195 | Pietà per la sposa                   | 25 ottobre 1952   | Lament For The Bride             | Helen Reilly               |
| 196 | Col delitto non si scherza           | 1º novembre 1952  | This Is Murder                   | Erle Stanley Gardner       |
| 197 | Uno di troppo                        | 8 novembre 1952   | The Man With My Face             | Samuel W. Taylor           |
| 198 | Il delitto va a scuola               | 15 novembre 1952  | Murder In Any Language           | Kelley Roos                |
| 199 | Giallo in famiglia                   | 22 novembre 1952  | Home Sweet Homicide              | Craig Rice                 |
| 200 | L'inferno                            | 29 novembre 1952  | The Swimming Pool                | Mary Roberts Rinehart      |

|  | I 100 successivi: Il Giallo Mondadori dal 201 al 300 |